# Tchotki
Une proposition de fusion est en cours entre Tchotki et Komvoskhinion.
 (juin 2025).

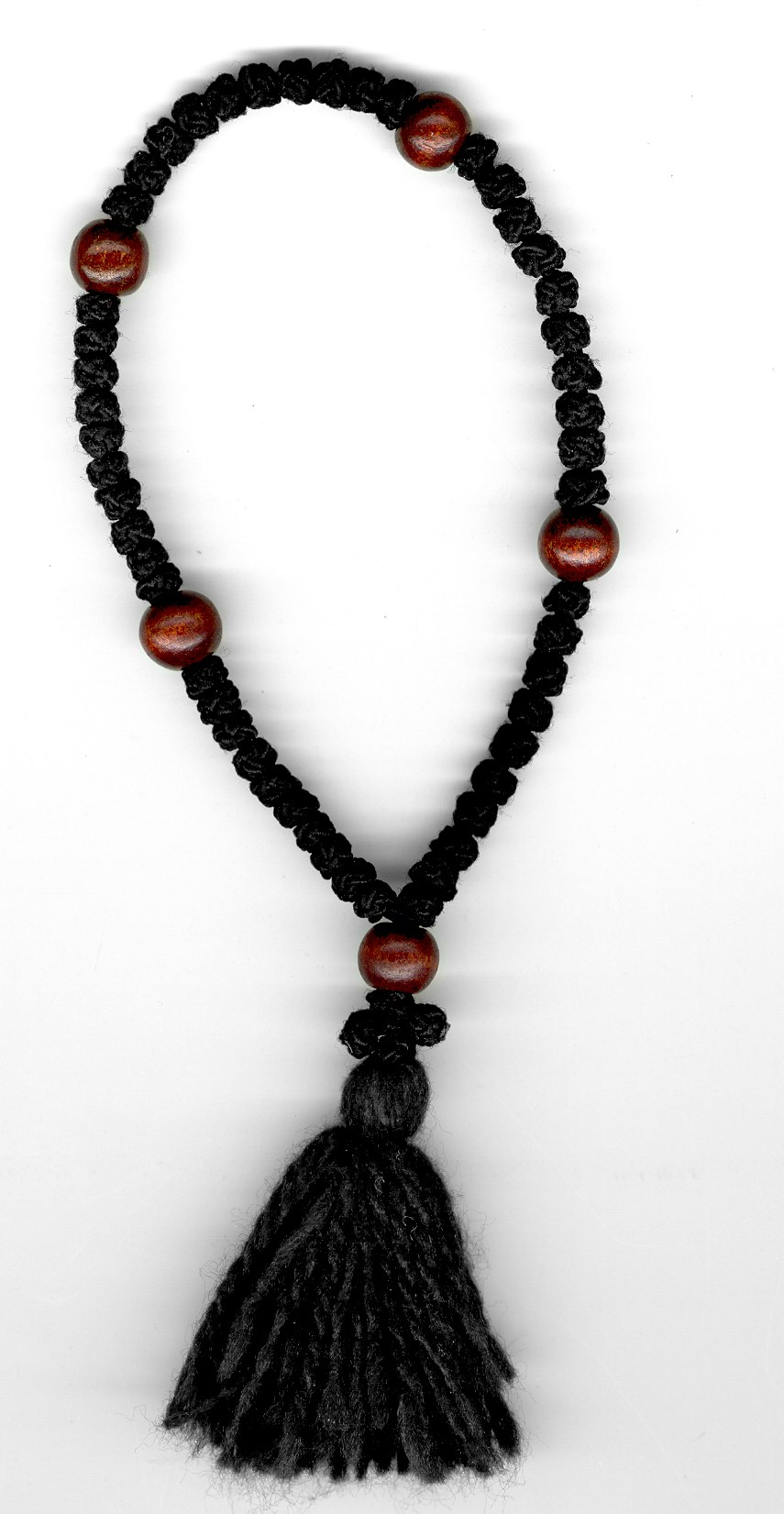
Un tchotki à cinq séries de dix nœuds.

Le tchotki (en russe : Чётки ; en grec moderne : κομποσκοίνι, komboskini ; en roumain : mătănii ; en serbe: бројаница [transcription : brojanica]) est une variante de chapelet utilisée par les orthodoxes et les catholiques orientaux. Il est aussi appelé « chapelet byzantin ».
Il est confectionné en laine et composé de 30, 33 ou 99 nœuds. On trouve aussi des modèles avec 100 ou 300  nœuds. Il se termine par une croix.
On l'utilise souvent pour compter la récitation de la prière : « Seigneur Jésus-Christ, Fils du Dieu Vivant, aie pitié de moi pécheur ! », invocation connue dans l'Est de l'Europe comme la « prière du nom de Jésus », popularisée par le livre Récit d'un Pèlerin russe, publié pour la première entre 1853 et 1861. Cette prière est considérée comme une voie de libération par le Nom de Jésus lorsqu'elle est répétée sans cesse. Elle apporte repentance, intercession et conduit aussi celui ou celle qui la récite à une communion avec le Christ.
On peut utiliser d'autres phrases, comme par exemple :
- Mon Jésus, miséricorde
- Saint-Esprit j'ai confiance en toi
- Sang précieux du Christ, purifie-moi
- Merci Seigneur
- etc.

Le tchotki est aussi utilisé pour compter le nombre de génuflexions ou de signes de croix.
On ne confondra pas le komboskini avec le komboloï, qui est une sorte de chapelet mais sans signification religieuse.

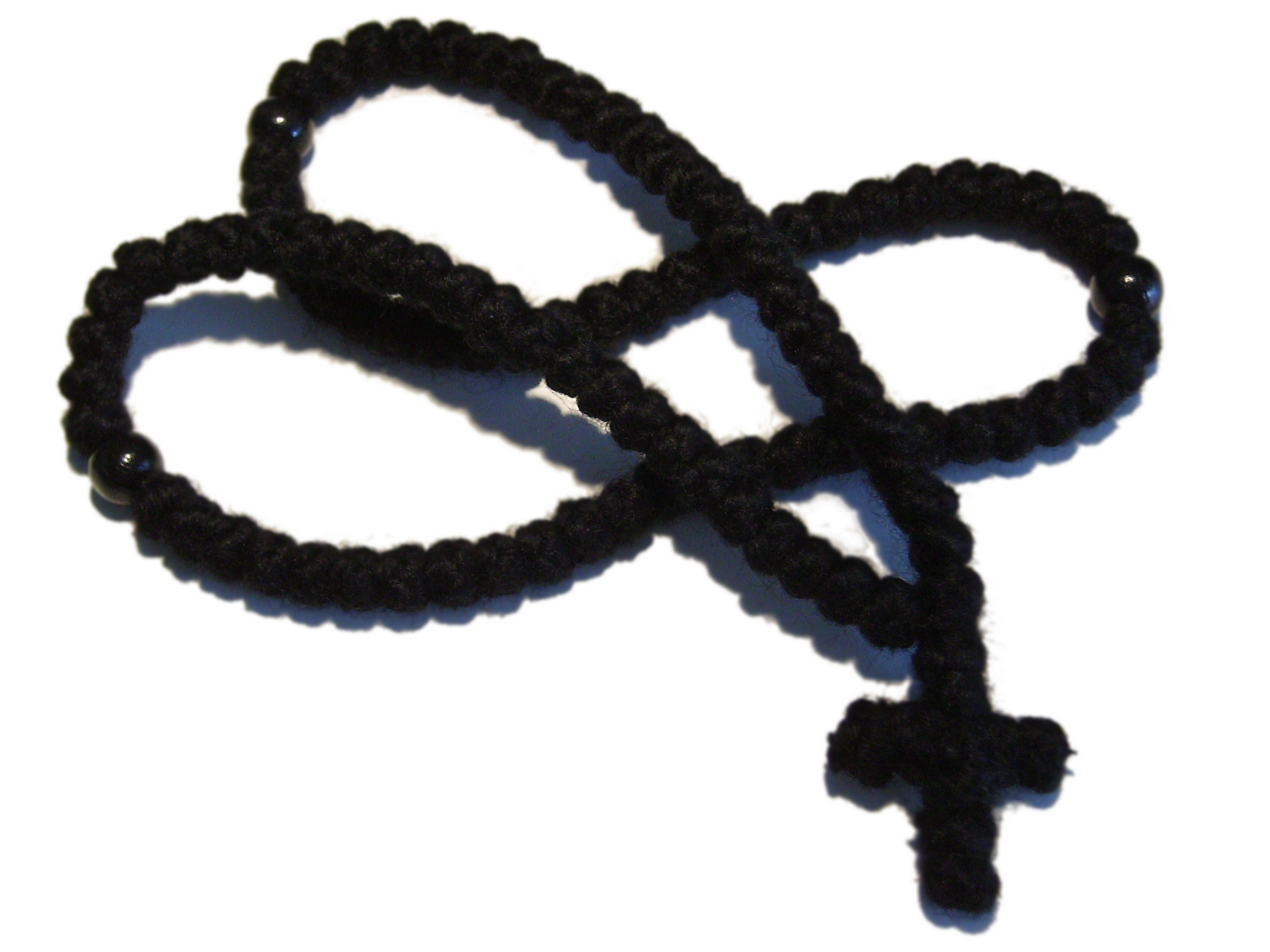
Tchotki (ou komoboskini).
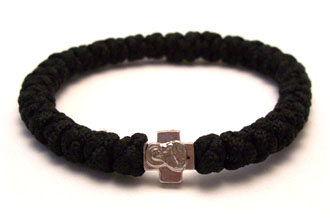
Tchotki en bracelet avec 33 nœuds et une croix.
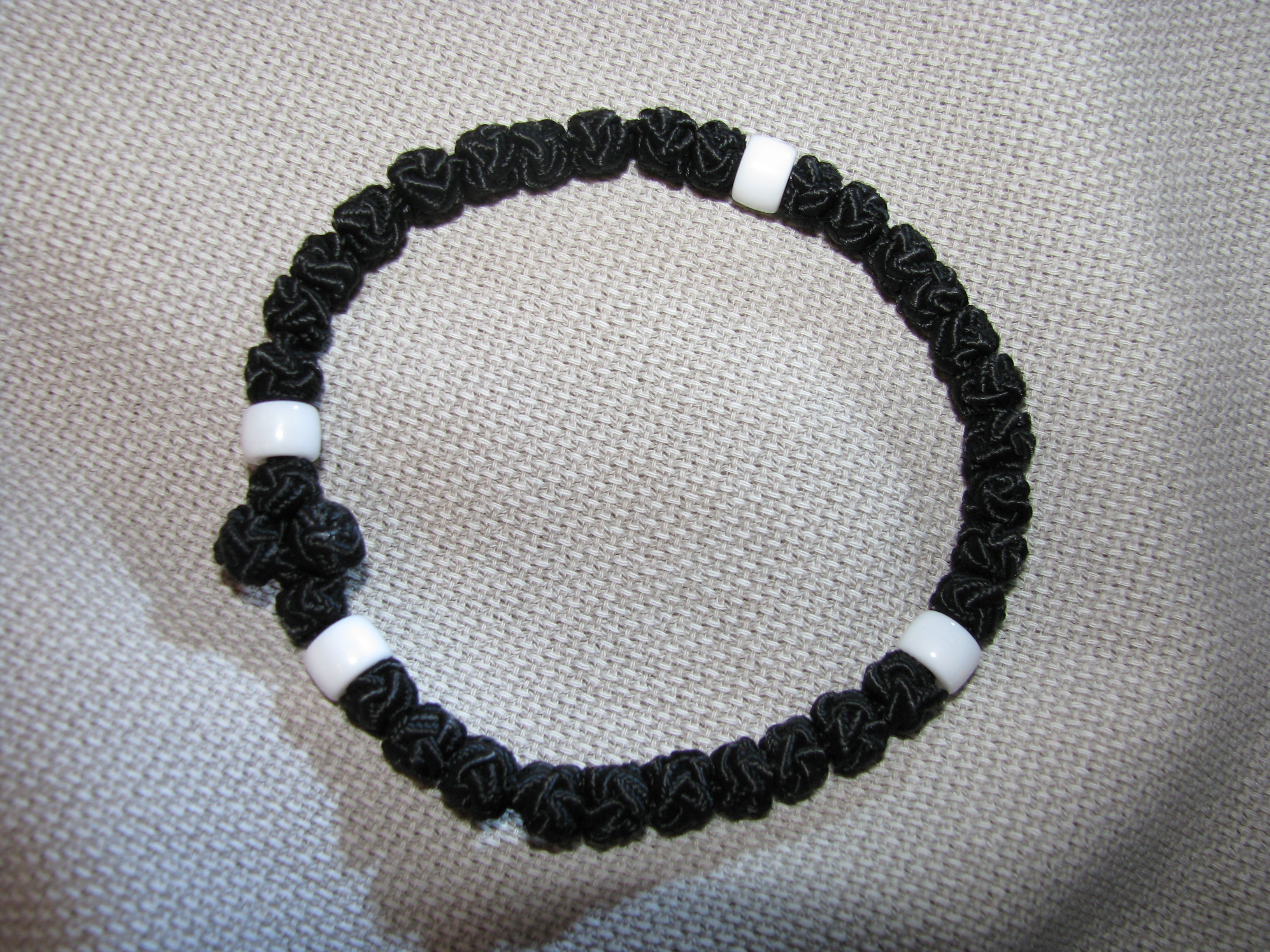
Tchotki en bracelet, avec trois séries de dix nœuds, séparées par des perles blanches, qui encadrent aussi la croix.
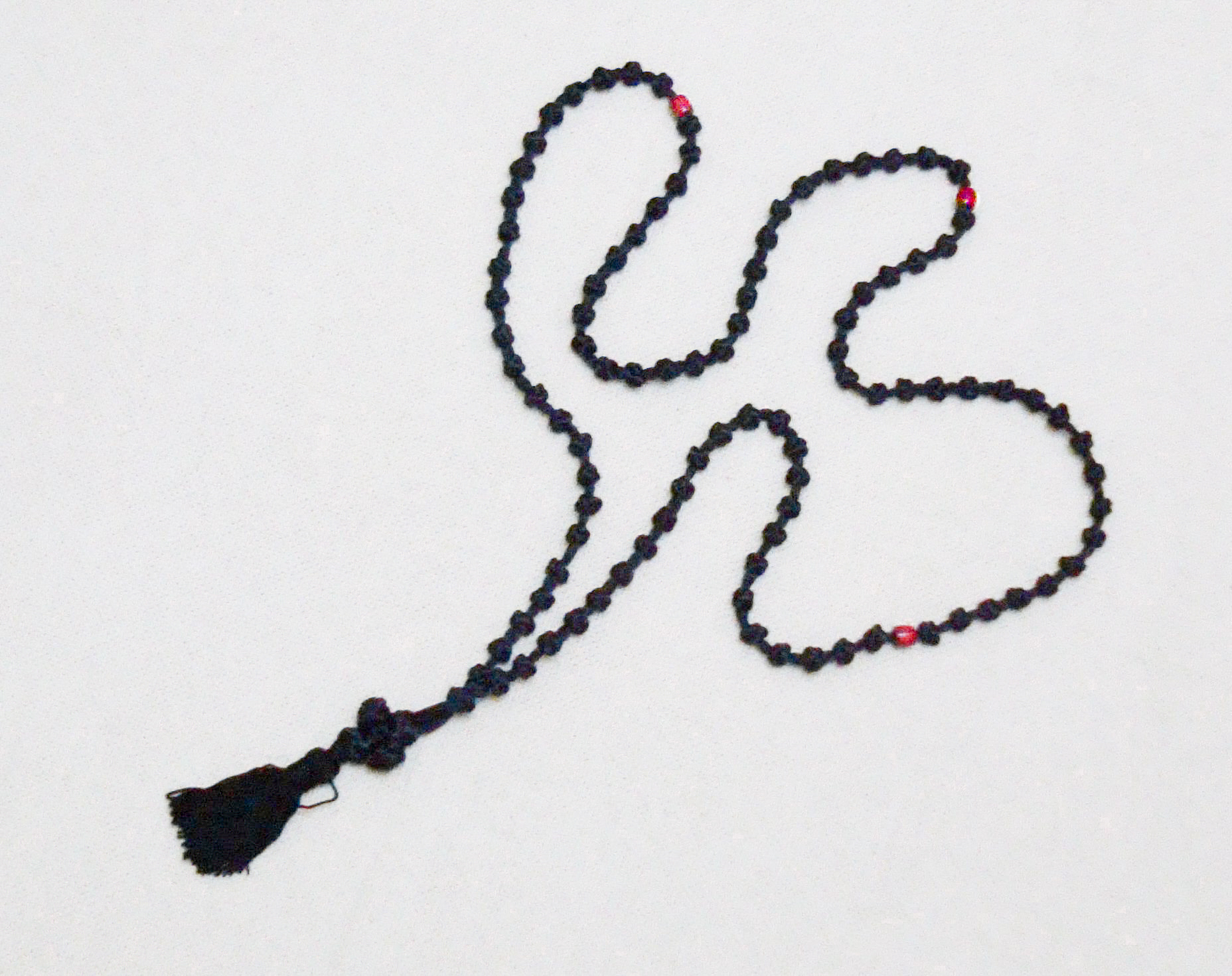
Tchotki avec quatre séries de 25 nœuds séparées par des perles rouges.